# Gert Voss

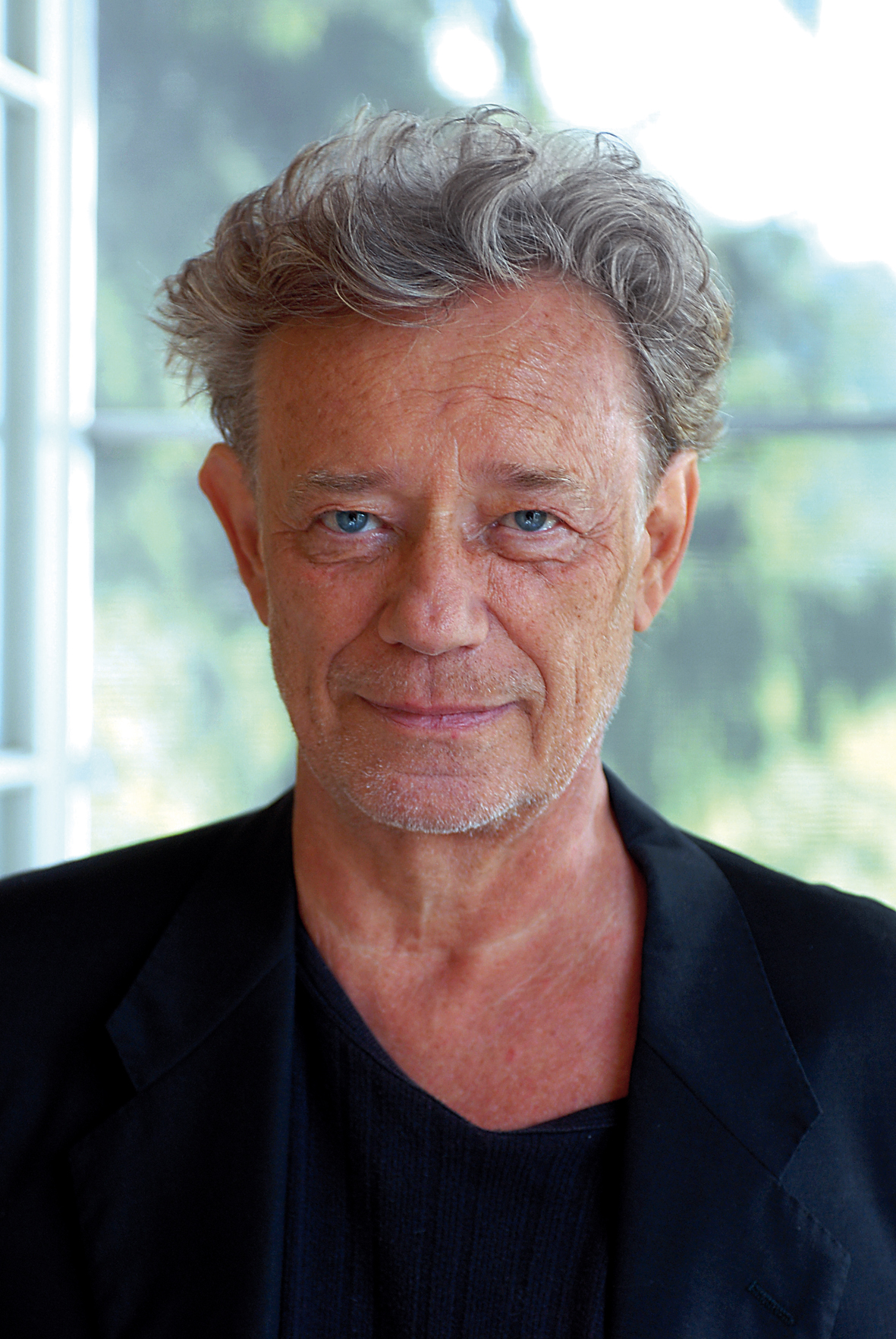
Gert Voss 2011

Gert Voss (10 de octubre de 1941 en Shanghái - 13 de julio de 2014 en Viena) fue un actor alemán. Uno de los protagonistas del movimiento renovador que animó el teatro de la República Federal de Alemania en los años sesenta-setenta del siglo pasado, formó parte del equipo del director Claus Peymann en los teatros de Stuttgart, Bochum y Viena y trabajó con los mejores directores del momento como Peter Zadek, Peter Stein, George Tabori o Luc Bondy. Fue durante 26 años miembro de la compañía del afamado Burgtheater de Viena y un favorito del público vienés. Se le considera uno de los actores alemanes más importantes de nuestro tiempo.

## Trayectoria

### Estudios y comienzos
Gert Voss nació en 1941, empezada ya la Segunda Guerra Mundial, en Shanghái (China) donde su padre y antes su abuelo eran representantes de industrias alemanas. Al finalizar la guerra fue repatriado con sus padres a Alemania, a la región del Lago de Constanza, donde fue al colegio. Empezó sus estudios de Germanística y Anglística en las universidades de Tübingen y Múnich pero no los terminó y después de unos años de escuela dramática (1964-1966) decidió dedicarse al teatro. Hizo su aprendizaje en los teatros municipales de Konstanz (en 1966), Braunschweig y Heidelberg y fue contratado en 1969 por el prestigioso Staatstheater de Stuttgart. La llegada del director Claus Peymann a Stuttgart en 1974 fue decisiva para la carrera de Voss. Durante los cinco años que duró la era Peymann Voss avanzó desde los papeles secundarios a los de protagonista. Fue el adolescente atormentado Melchior en Despertar de primavera (Wedekind) (1974) dir. Alfred Kirchner, el rebelde Karl Moor en Los bandidos (Schiller) (1975) dir. Peymann, Pílades en Ifigenia en Táuride (Goethe) (1977) dir. Peymann. En 1979 Voss se trasladó con el equipo de Peymann a su nuevo destino en el Schauspielhaus de Bochum. Allí interpretó al Sultán Saladino en Nathan, el sabio (Lessing) (1981) dir. Peymann, a Firs en El jardín de los cerezos (Chejov) (1981) dir. Kirchner y cosechó un gran triunfo en el papel del caudillo germano Arminio en Hermannschlacht (La batalla de Arminio) (Kleist) (1982). Por esta interpretación la crítica, reunida en la revista de teatro Theater Heute, le eligió como "Mejor actor del año 1983". Voss había dado el salto al estrellato. Ya famoso empezó a ser muy requerido por otros teatros y como artista invitado apareció en Colonia en El jardín de los cerezos (Chejov) (1984) dir. Jürgen Flimm; en Hamburgo en La duquesa de Amalfi (Webster) (1985) dir. Zadek; en Stuttgart en Tartufo (1986) dir. Niels-Peter Rudolph. A pesar de estas escapadas seguía siendo leal a Peymann y con él y casi todo el equipo de Bochum pasó en 1986 al Burgtheater de Viena

### Los años de Viena
La era Peymann en Viena se inició con Ritter, Dene, Voss , una obra de Thomas Bernhard dedicada a los tres principales actores de la compañía --Ilse Ritter, Kirsten Dene y Gert Voss-- recién estrenada en el Festival de Salzburgo, y con Ricardo III (Shakespeare), ambas dirigidas por Peymann y protagonizadas por Voss, que fue de nuevo elegido "Mejor actor del año 1987" por esta interpretación. El actor fue Próspero en La tempestad (Shakespeare) (1988) dir. Peymann; Shylock en El mercader de Venecia (Shakespeare) e Ivanov (Chejov) ambas 1990 y dirigidas por Peter Zadek; Otelo (Shakespeare) (1990) dir. George Tabori con Ignaz Kirchner en Iago; Macbeth (Shakespeare) (1992) dir. Peymann; Mr. Jay en Variaciones de Goldberg (Tabori) (1992) dir. Tabori. En el Festival de Salzburgo de 1992 hizo el papel de Marco Antonio en Julio César (Shakespeare) dir. Peter Stein; en 1994 protagonizó Marco Antonio y Cleopatra (Shakespeare) dir. Zadek en el Berliner Ensemble; y en 1998 fue Hamm en Fin de partida (Beckett) dir. Tabori.

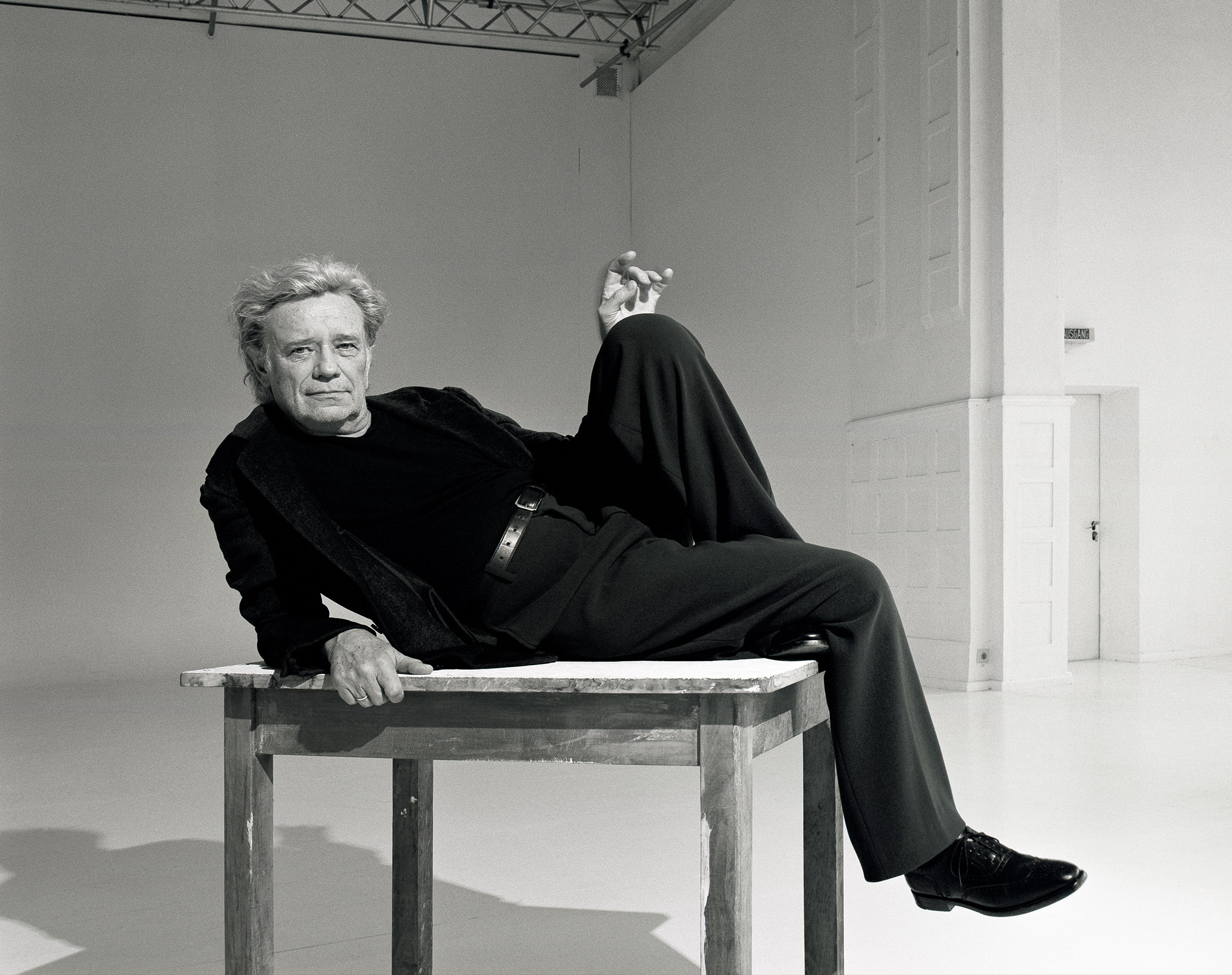
Gert Voss fotografiado por Oliver Mark, Berlín 2007

Cuando en el año 2000 Peymann dejó el Burgtheater para hacerse cargo del Berliner Ensemble su relación con Voss estaba algo deteriorada y el actor prefirió quedarse en Viena. Los escenarios de Burgtheater y el Akademietheater vieneses vivieron sus grandes éxitos en el nuevo milenio: Rosmer en Rosmersholm (Ibsen) (2000) dir. Zadek; Trigorin en La gaviota(Chejov) (2002) dir. Bondy con Jutta Lampe en Arkadina; Herrenstein en Elizabeth II (Bernhard) (2002) dir. Thomas Langhoff; Constructor Solness (Ibsen) (2004) dir. Thomas Ostermeier; Danza macabra (Strindberg) (2005) dir. Zadek; Rey Lear (Shakespeare) (2006) dir. Bondy; Wallenstein (Schiller) (2007) dir. Thomas Langhoff; Mefisto en Fausto (Goethe) (2009) dir. Matthias Hartmann. En 2011 hubo una reconciliación con Peymann y Voss interpretó en el Akademietheater vienés bajo su dirección el papel del viejo y olvidado actor en Einfach kompliziert (Simplemente complicado) del ya desaparecido Thomas Bernhard. También bajo la dirección de Peymann y en el Berliner Ensemble Voss fue de nuevo Herrenstein en Elizabeth II (Bernhard), pero esta vez en un montaje centrado en un solo actor. La última aparición de Voss en escena fue en el papel de Orgón en Tartufo (Molière) (2013) dir. Bondy.
Voss estaba casado con la escritora Úrsula Voss, que falleció el 6 de diciembre de 2014 poco después de su marido. La hija de ambos, Grischka Voss (*1969) se dedica al teatro independiente.

## Premios y reconocimientos
- Gertrud-Eysoldt-Ring (1988) (por Ricardo III)
- Kainz-Medaille (1988) (por Ricardo III)
- Bundesverdienstkreuz 1. Klasse (1989)
- Fritz Kortner-Preis (1992)
- Nestroy Theaterpreis (2000) (por La gaviota)
- Nombrado Miembro de honor del Burgtheater (Ehrenmitglied des Burgtheaters) (2009)
- Premio de la Crítica al Mejor Actor del Año de la revista Theater Heute: (1983 por Hermannschlacht; 1987 por Ricardo III; 1990 por Otelo; 1992 por Variaciones de Goldberg; 1998 por Final de partida; 2001 por Rosmersholm)